# شیهو ۹۱۹۰۷
سیارک ۹۱۹۰۷ (به انگلیسی: 91907 Shiho، نامگذاری:1999VA26) نود و یک هزار و نهصد و هفتمین سیارک کشف شده‌است که در ۱۳ نوامبر ۱۹۹۹ کشف شد.